# La Grandière (L9034)
La Grandière (L9034) byla tanková výsadková loď Francouzského námořnictva, která byla pojmenována podle francouzského admirála La Grandière. Jednalo se o jednotku třídy Champlain.

## Výzbroj
La Grandière byla vyzbrojena dvěma 40mm protiletadlovými kanóny, dvěma 12,7mm těžkými kulomety a dvěma 81mm minomety. Loď také disponovala přistávací plochou pro jeden vrtulník o max. hmotnosti 6 t.

## Pozemní vojenská technika
Jelikož loď mohla převážet pouze 400 t nákladu, tak La Grandière disponovala dvanácti obrněnými vozidly a několika vyloďovacími čluny.